# Stade Souidani Boujemaa
Stade Souidani Boujemaa – wielofunkcyjny stadion w Kalimie, w Algierii. Został otwarty w 1986 roku. Może pomieścić 15 000 widzów. Swoje spotkania rozgrywają na nim piłkarze klubu ES Guelma.